# Eupithecia gelidatoides
Eupithecia gelidatoides är en fjärilsart som beskrevs av Warnecke 1951. Eupithecia gelidatoides ingår i släktet Eupithecia och familjen mätare. Inga underarter finns listade i Catalogue of Life.